# Ajee Rayeuk
Ajee Rayeuk is een bestuurslaag in het regentschap Aceh Besar van de provincie Atjeh, Indonesië. Ajee Rayeuk telt 314 inwoners (volkstelling 2010).